# Гвинейский турако
Гвинейский турако (лат. Tauraco persa) — тропическая птица из семейства тураковых. Распространён в равнинных и пойменных лесах Западной Африки от Сенегала к востоку до Демократической Республики Конго, к югу до северной Анголы. Как и все представители семейства тураковых, большую часть жизни проводит на деревьях, опускаясь на землю только для водопоя. Летает не очень хорошо, предпочитая карабкаться с ветки на ветку.

## Описание

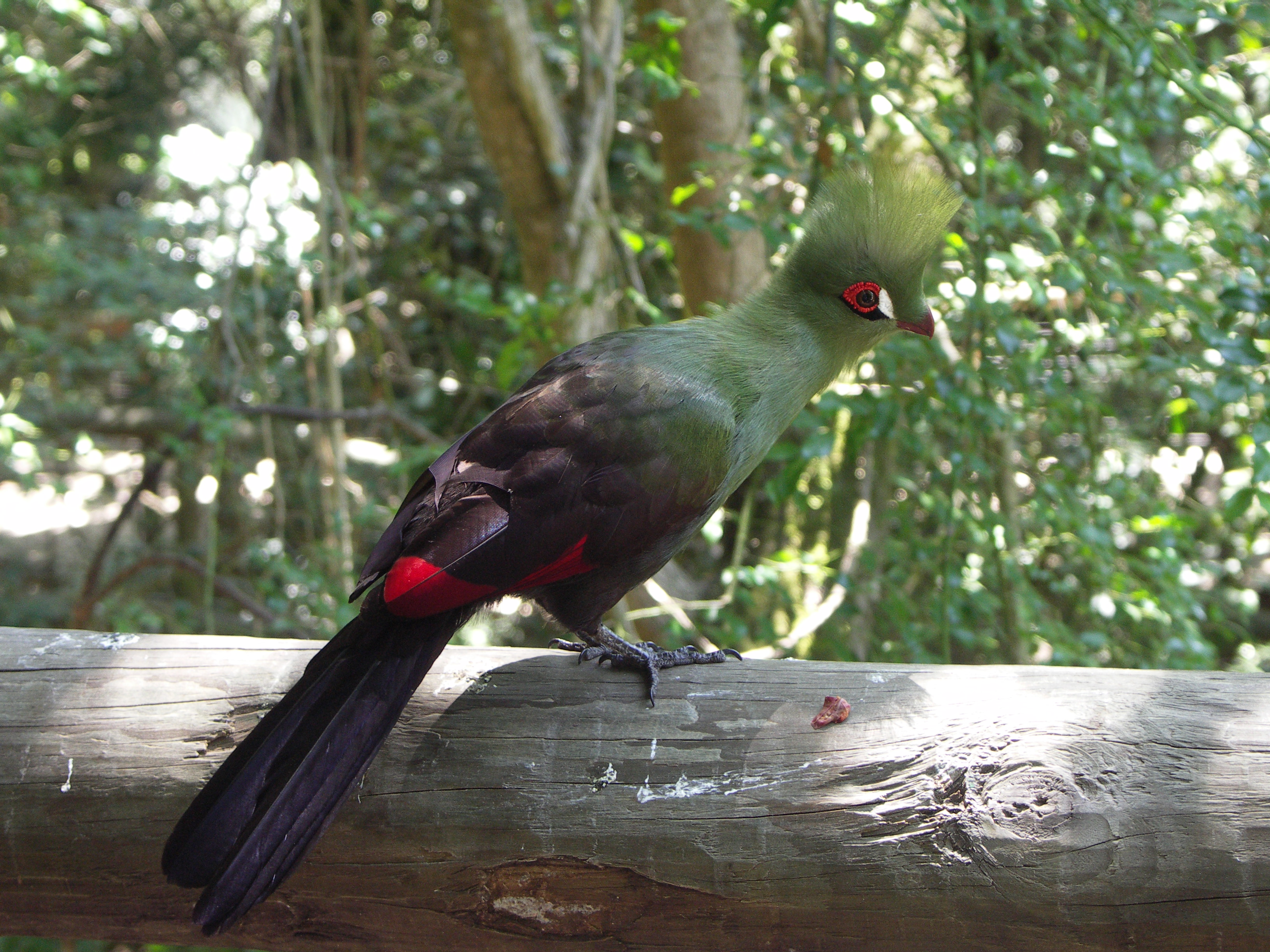
У подвида T. p. buffoni белая заглазничная полоса отсутствует

Типичный представитель рода турако, которого характеризуют относительно короткий слегка вздутый клюв, своеобразный полукруглый хохол на голове взрослой птицы и относительно короткие закруглённые крылья. Длина 40—43 см, масса 225—290 г. В окрасе доминирует зелёный цвет — он присутствует на голове, шее, груди и верхней части спины. Задняя часть спины, надхвостье и рулевые перья  черноватые с лиловым или фиолетовым металлическим блеском. Нижняя часть брюха и подхвостье также черноватые, но уже без блеска. Маховые ярко-малиновые, с чёрными каёмками и окончаниями перьев. Клюв неяркий буровато-красный с чёрным окончанием. Окрас хохолка полностью зелёный, без белой оторочки. Перед глазом развито белое пятно, снизу окаймлённое чёрным; вокруг глаза имеется красное кожистое кольцо. Выделяют три подвида гвинейского турако, изменчивость между которыми проявляется в дополнительных деталях рисунка головы. У подвидов T. p. persa и T. p. zenkeri развита белая заглазничная полоса, более широкая и длинная у номинативной формы.

## Распространение
Область распространения — полоса западной и экваториальной Африки вдоль Гвинейского залива от Сенегамбии до Республики Конго, севера Анголы и запада Демократической Республики Конго. Селится в вечнозелёных галерейных (пойменных) и влажных тропических лесах, часто возле культивируемых ландшафтов. Предпочтение отдаёт зрелым вторичным насаждениям. В Камерунском нагорье встречается до высоты 1385 м над уровнем моря

## Питание
Рацион состоит главным образом из плодов тропических растений — фиников, дикого инжира, мусанги, фикуса, макаранги, раувольфии, циссуса, паслёна. Кроме того, употребляет в пищу цветки и почки.

## Размножение
Считается, что у всех турако период размножения обычно приурочен к сезону дождей. Однако несмотря на схожие климатические условия, сообщения о сроках размножения сильно разнятся: так, в Камеруне откладка яиц наблюдалась в мае-июне и августе, а в соседнем Габоне с декабря по февраль и с июня по сентябрь. Моногамен, гнездится обособленными парами на охраняемой от других птиц территории. Гнездо, представляющее собой неглубокую и грубую постройку из сучьев (похожее на гнездо голубей, но более объёмистое), помещает в развилке ветвей в густой кроне дерева или куста на высоте 1,5—5,3 м над землёй. В кладке обычно 2 яйца почти сферической формы, кремового цвета. Насиживают оба члена пары в течение 21—23 дней. Птенцы гнездового типа, при появлении на свет покрыты толстым слоем пуха. Родители по очереди выкармливают потомство, отрыгивая им принесённую пищу из клюва в клюв. В возрасте 26—28 дней птенцы впервые покидают гнездо, всё же оставаясь на ветвях поблизости от него. Способность к полёту проявляется в возрасте около 38 дней, однако ещё в течение 9—10 недель подкармливаются родителями прежде чем становятся полностью самостоятельными.

## Систематика
Первое научное описание гвинейского турако появилось в 1758 году в работе Карла Линнея «Система природы». Присваивая ему название persa, в переводе с латыни означающего «персидский», автор ссылался на схожесть форм хохолка птицы и тиары — древнего персидского головного убора.
Часть других видов из рода турако — длиннохохлый, schalowi, шлемоносный, черноклювый и турако Фишера ранее рассматривались в качестве подвидов гвинейского.
В настоящее время выделяют 3 подвида гвинейского турако:
- Tauraco persa buffoni (Vieillot, 1819) — Сенегал, Гамбия, Либерия
- Tauraco persa persa (Linnaeus, 1758) — Кот-д’Ивуар, Гана к востоку до Камерунского нагорья
- Tauraco persa zenkeri Reichenow, 1896 — Южный Камерун, Габон, северная Ангола, Республика Конго и северо-запад Демократической Республики Конго